# 羅拔圖·卡路士·馬里奧·高美斯
羅拔圖·卡路士·馬里奧·高美斯（西班牙語：Roberto Carlos Mario Gómez，1957年2月27日—），生於阿根廷馬德普拉塔，已退役阿根廷足球運動員，司職後衛，現時為足球隊主教練。
馬里奧在球員時代以羅拔圖·高美斯為名，教練則以馬里奧·高美斯為名。
馬里奧曾於2015年帶領香港南華闖入2015年亞洲足協盃16強，但2015年4月突然轉投馬超聯柔佛DT，更連續兩屆於亞洲足協盃8強倒戈淘汰南華。馬里奧任教柔佛DT期間曾奪得大馬史上首座亞協盃冠軍、兩次馬超聯及一次足總盃冠軍，2017年馬超開季前夕馬里奧在未有解釋下便離職。
2017年3月25日，馬來西亞足總主席東姑依斯邁宣佈，曾率領馬超球隊柔佛DT實現馬超聯賽2連冠的馬里奧·高美斯上任成為馬來西亞國家足球隊的第37任主教練，率領大馬國家隊參加2019年亞洲盃外圍賽，但雙方隨後竟在談判合約時無法達成協議。